# Manuela Denz
Manuela Denz (* 22. Februar 1964 in München als Manuela Obermaier) ist eine deutsche Schauspielerin und Sängerin.

## Leben
Manuela Denz besuchte von 1979 bis 1982 die Schauspielschule von Ruth von Zerboni und bekam im Anschluss zahlreiche Rollenangebote von verschiedenen Bühnen. Sie spielte ab 1983 in mehreren Fernsehproduktionen des Komödienstadels die Hauptrolle (zu diesem Zeitpunkt noch als Manuela Obermaier) und war auch bei Tourneen verschiedener Bühnen dabei. 1984 spielte Denz zusammen mit Marianne Sägebrecht und Toni Berger in dem Film Zuckerbaby.
Manuela Denz wurde auch als Sängerin bekannt. In den späten 1980er Jahren brachte sie die Titel I beiß net an oder Ohne Liab is bei mir nix drin heraus. Ende der 1980er Jahre wurde Denz festes Ensemblemitglied der Luisenburg-Festspiele in Wunsiedel. Daneben sah man sie auch regelmäßig in Fernsehserien wie Die Wiesingers oder Forsthaus Falkenau.
Anfang der 1990er Jahre war Manuela festes Ensemblemitglied von Peter Steiners Theaterstadl und spielte dort mehrere Rollen für die Sender RTL und Sat.1 auf. Ebenso spielte sie von 1992 bis 1993 eine Hauptrolle in der bayerischen Sitcom Zum Stanglwirt. Eine weitere durchgehende Hauptrolle spielte Manuela 1993 in der BR-Serie Florian 3.
1994 war Manuela Denz bei den Mittenwalder Festspielen engagiert. Im gleichen Jahr wechselte sie an die Münchner Iberl-Bühne. Auch dort wurden viele Stücke für den bayerischen Rundfunk aufgezeichnet.
Ende der 1990er Jahre spielte Manuela Denz in TV-Filmen wie z. B. Der Bulle von Tölz oder Lychees weiß blau. Auch war sie bis Anfang der 2000er Jahre wieder als Gast in verschiedenen Serien wie Anna Maria – Eine Frau geht ihren Weg, München 7 oder Café Meineid. Nach der Aufzeichnung des Komödienstadels Skandal im Doktorhaus im Jahr 2003 legte Manuela Denz eine Pause ein, um sich mehr der Familie und ihrem Privatleben zu widmen. Im Jahr 2011 erschien ihre Rocksingle Charly. Seit 2012 ist Manuela Denz Ensemblemitglied bei der Iberl-Bühne.
Denz ist Mutter von zwei Kindern.

## Filmografie (Auswahl)
- 1983–2019: Der Komödienstadel:
  - 1983: Heiratsfieber[1]
  - 1985: Paraplü und Perpendikel
  - 1985: Schneesturm
  - 1986: Der Nothelfer
  - 2004: Skandal im Doktorhaus
  - 2019: Selbst ist die Frau
- 1984: Bauerntheater: Glück auf der Alm
- 1985: Zuckerbaby
- 1987–1993: Peter Steiners Theaterstadl (26 Theaterstücke)
- 1990: Der Meineidbauer (Fernsehfilm)
- 1991: Bauerntheater: Die drei Eisbären
- 1993–1994: Zum Stanglwirt (Fernsehserie, 14 Folgen)
- 1994–1999: Forsthaus Falkenau (Fernsehserie, 15 Folgen)
- 1998: Der Bulle von Tölz: Tod am Rosenmontag
- 2000: Café Meineid (Fernsehserie, Folge 8x02)
- 2001: Geregelte Verhältnisse
- 2004: München 7 (Fernsehserie, Folge 1x09)
- 2023: Der Alte (Fernsehserie, 1 Folge)

## Musiktitel (Auswahl)
- 1987: Hol dei Jeans ab
- 2011: Mei Wunschzettl
- 2017: I woaß seiba wos i wui